# Zhang Yuzhe
Zhang Yuzhe (張鈺哲T, 张钰哲S, Zhāng YùzhéP, Chang Yu-cheW; Minhou, 16 febbraio 1902 – Nanchino, 21 luglio 1986) è stato un astronomo cinese, in contesto anglosassone noto come Yu-Che Chang.
Laureatosi all'Università Tsinghua nel 1923, si trasferì negli Stati Uniti per ottenere il dottorato all'Università di Chicago nel 1929. Tornato in patria, iniziò ad insegnare all'Università Centrale Nazionale dove divenne direttore del centro di ricerche astronomiche tra il 1941 e il 1950. Dal 1950 al 1984 fu il direttore dell'Osservatorio della Montagna Purpurea.
Il Minor Planet Center gli accredita la scoperta dell'asteroide 3789 Zhongguo effettuata il 25 ottobre 1928 che venne inizialmente battezzato 1125 China ma andò perso e fu riscoperto solo nel 1986 quando ormai la designazione era stata riutilizzata per l'asteroide 1957 UN1.
Gli è stato dedicato l'asteroide 2051 Chang e il cratere lunare Zhang Yuzhe.